# Даубиц

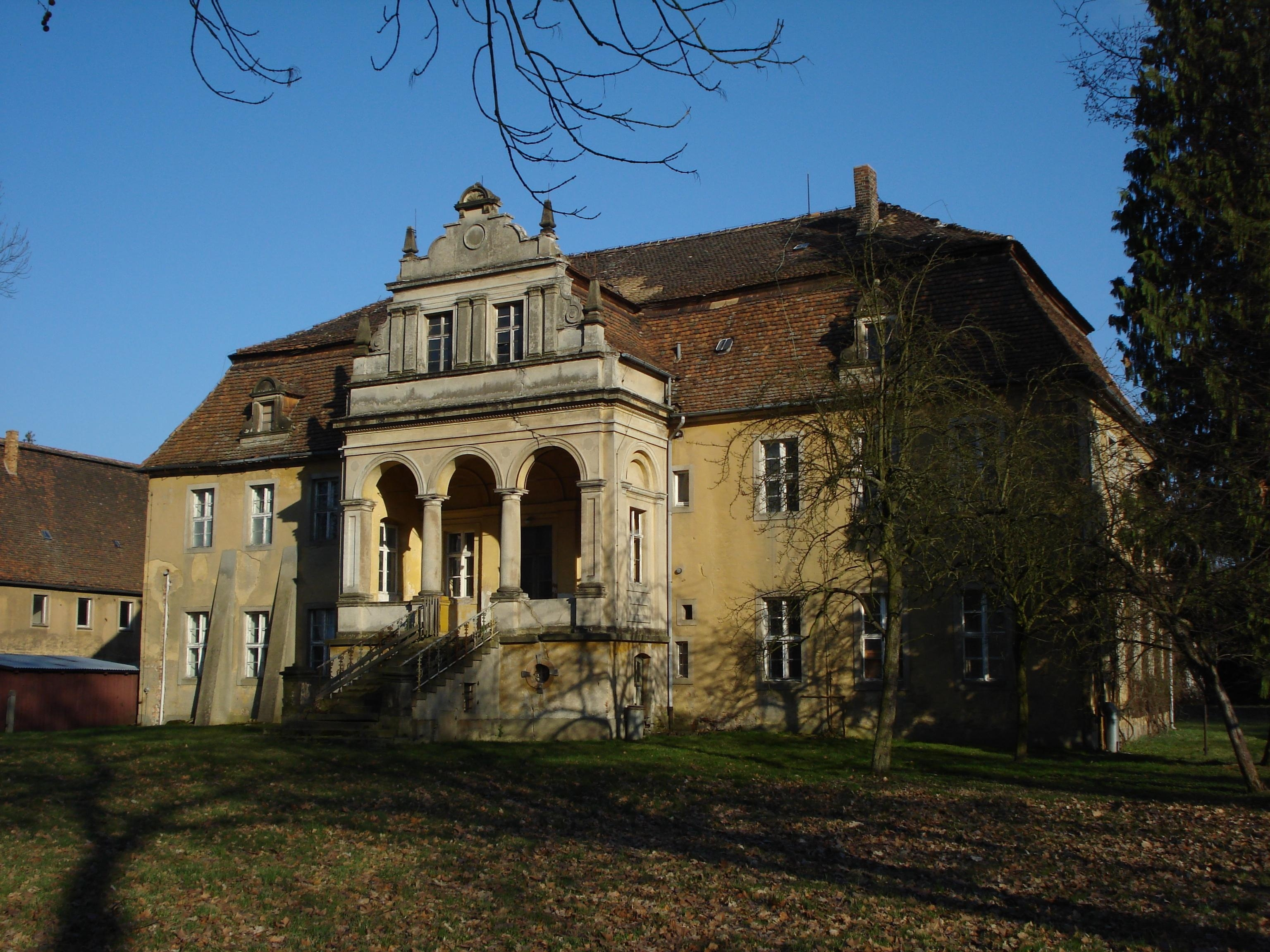
Замок в Даубице

Даубиц или Дубц (нем. Daubitz; в.-луж. Dubcо файле) — село в Верхней Лужице, Германия. Входит в состав коммуны Ричен района Гёрлиц в земле Саксония. Подчиняется административному округу Дрезден.

## География
Через село проходит автомобильная дорога К 8413. На севере от села располагается военный полигон «Верхняя Лужица».
Соседние населённые пункты: на западе — город Росборк, юге — деревня Хвалецы коммуны Хенихен и на юго-западе — деревня Гатк.

## История
Впервые упоминается в 1398 году под наименованием Ducz. С 1992 года входит в состав современной коммуны Ричен.
В настоящее время село входит в состав культурно-территориальной автономии «Лужицкая поселенческая область», на территории которой действуют законодательные акты земель Саксонии и Бранденбурга, содействующие сохранению лужицких языков и культуры лужичан.
Исторические немецкие наименования
- Ducz, 1398
- Dubcz(k), 1400
- Dawpcz, 1415
- Dawpczk, 1428
- Dauptzig, Dauptz, 1500
- Daubptz, Dawpitz, 1511
- Daubitz, 1709

## Население
Официальным языком в населённом пункте, помимо немецкого, является также верхнелужицкий язык.
Согласно статистическому сочинению «Dodawki k statisticy a etnografiji łužickich Serbow» Арношта Муки в 1884 году в деревне проживало 1117 человека (из них — 20 серболужичанина.
| 1825 | 1871 | 1885 | 1905 | 1925 | 1939 | 1946 | 1950 | 1964 | 1990 | 2009 |
| ---- | ---- | ---- | ---- | ---- | ---- | ---- | ---- | ---- | ---- | ---- |
| 788  | 1142 | 1089 | 1020 | 1094 | 988  | 1304 | 1298 | 981  | 707  | 563  |